# Verunsichert – Alles Gute für die Zukunft
Verunsichert – Alles Gute für die Zukunft ist ein deutscher Fernsehfilm von Jörg Lühdorff aus dem Jahr 2020. In der Hauptrolle spielt Henny Reents eine Anwältin, die sich gegen die Machenschaften ihres früheren Arbeitgebers, einer Versicherung, zur Wehr setzt. Der Film wurde erstmals am 9. September 2020 im Fernsehprogramm des Ersten ausgestrahlt.

## Handlung
Die Juristin Franziska Schlüter arbeitet als erfolgreiche Schadensreguliererin in einer großen Versicherung. Sie ist erfolgreich und um die Weihnachtszeit herum ergibt sich für sie die Chance, eine deutlich bessere Position innerhalb des Unternehmens zu bekommen. Zur gleichen Zeit fragt ein Ehepaar aus der Nachbarschaft Franziska in einer Versicherungssache um Rat. Robert Strelau sitzt seit einem Unfall im Rollstuhl, doch die Aescuria-Versicherung, Franziskas Arbeitgeber, verweigert die Zahlung aus der Berufsunfähigkeitsversicherung. Franziska darf Familie Strelau nicht gegen ihren eigenen Arbeitgeber beraten, der Fall geht ihr jedoch nicht aus dem Kopf. Als dann auch noch die Witwe eines Versicherungsnehmers, der sich das Leben genommen hat, in die Unternehmenszentrale kommt und Franziska dafür verantwortlich macht, trifft Franziska eine Entscheidung. Sie kündigt wegen ihres moralischen Zwiespalts ihren Job und wählt den Weg in die Selbständigkeit als Anwältin. Sie möchte sich für diejenigen starkmachen, deren Versicherungsansprüche immer wieder ungerechtfertigt abgeschmettert oder verzögert wurden.
Franziska mietet ein Büro in der Kanzlei von Anwalt Sachtler, dessen früherer Sozius bei einem Bootsbrand ums Leben gekommen ist. Hier muss Franziska sich auch um die strafrechtlichen Fälle ihres Vorgängers kümmern und Straftäter verteidigen. Dies ist für sie mehr als anspruchsvoll, denn in Situationen vor Gericht wird sie wegen ihrer Aufregung leicht rot oder ihr bleiben die Worte weg und ihr Redefluss beginnt zu stocken. Ihr wichtigster Fall wird der von Familie Strelau. Allerdings bietet die Kanzlei nicht die besten Bedingungen, sowohl im Hinblick auf die finanzielle Ausstattung als auch wegen persönlicher Probleme. Sachtler ist alkoholabhängig und landet im Rausch schon mal im Bordell. Franziska erfährt auch, dass Sachtlers Ehefrau damals bei dem Bootsbrand mit ums Leben kam und ein geheimes Verhältnis mit Sachtlers Sozius hatte. Sachtler allerdings macht Franziska Mut, er glaubt an ihre Fähigkeiten und beginnt sie für den Fall zu coachen. Franziska nimmt auch Kontakt zur zuständigen Bundestagsabgeordneten auf, da es tausende Fälle gibt, in denen Versicherungen berechtigte Zahlungen verweigern. Dies auch, weil die Kunden gesetzmäßig den Versicherungen nachweisen müssen, dass die zur Zahlung verpflichtet sind. Hier müssten nach Franziskas Ansicht die Gesetze geändert werden.
Die Aescuria-Versicherung heuert für die Auseinandersetzungen die besten Anwälte an und versucht immer wieder, Zeit zu schinden. Einen Vergleich lehnen Franziska und die Strelaus ab, sie wollen sich nicht mit einer geringen Pauschalsumme abspeisen lassen und setzen mehr Hoffnungen in einen Prozess. Hier fährt die Versicherung alles auf, von einstweiligen Verfügungen bis hin zur Recherche kleinster Details, die für die Klärung des Versicherungsanspruchs von Bedeutung sind. Dennoch sieht das Gericht die Ansprüche der Strelaus als berechtigt an und spricht ihnen das Geld zu. Die Aescuria-Versicherung geht daraufhin in Revision und ficht das Urteil an.
Für die Strelaus ist es zermürbend, nach all den Jahren erneut warten zu müssen. Robert Strelau leidet mittlerweile an Depressionen und wird suizidal. Franziska geht an die Medien und berichtet von den Machenschaften ihres früheren Arbeitgebers, dessen Handlanger sie war. Sie entschuldigt sich im Fernsehen bei allen Versicherungsnehmern, denen ihrer Ansprüche verwehrt wurden. Im Revisionsprozess kann sie ihre ehemalige Kollegin Judith dazu bringen, gegen die Versicherung und ihre Machenschaften auszusagen. Dadurch wird der Revisionseinspruch abgelehnt.

## Produktion
Der Film wurde vom 18. November bis zum 19. Dezember 2019 in Köln  gedreht.
Der Film basiert auf einer wahren Begebenheit. Er wurde inspiriert von der Geschichte der in Bonn arbeitenden Anwältin Beatrix Hüller, die zunächst als Schadensreguliererin arbeitete, sich dann als Fachanwältin für Versicherungsrecht für die Versicherungsnehmer starkmachte und bislang mehr als 4.000 Mandanten vertreten hat, die sich gegen ihre Versicherungen zur Wehr setzten.

## Rezeption

### Kritiken
Das Lexikon des internationalen Films vergibt in seiner Rezension insgesamt 2 von 5 Sternen für den Film. Es bezeichnet Verunsichert – Alles Gute für die Zukunft als ein vorhersagbares Filmdrama, „dessen Fortgang immer wieder durch den Drang gebremst wird, so viele Informationen wie möglich über fragwürdige Versicherungsmethoden zu vermitteln“. Aufgrund einer suggestiven Sympathieführung hätten die guten Darsteller allerdings wenig Entfaltungsmöglichkeiten.
In seiner Besprechung bei tittelbach.tv kommt Rainer Tittelbach auf insgesamt 4,5 von 6 Sternen. Der Film thematisiere die Versicherungspraktiken, die insbesondere ab den 1990er Jahren Einzug hielten, als staatliche Kontrolle wegfiel „zugunsten eines Wettbewerbs mit Wildwest-Methode“. Auszahlungen würden möglichst bis zur Verjährung verschleppt mit resultierendem Wettbewerb zwischen Versicherungsvertretern. Dem Zuschauer werde eine bewährte David-gegen-Goliath-Geschichte mit einem gewissen „Erin Brockovich“-Touch erzählt. Der Filmtitel Verunsichert beziehe sich nicht nur auf die Versicherungsopfer, sondern auch auf die Heldin, die vor Gericht rot werde und zu stottern drohe. Autor und Regisseur Lühdorff verstehe es, die Zuschauer an den Film zu binden und zu Anwälten der Gerechtigkeit zu machen, erfreulicherweise ohne übertriebene (amerikanische) Dramatisierung. Hauptdarstellerin Henny Reents gehörten die Sympathien.

### Einschaltquote
Die Erstausstrahlung von Verunsichert – Alles Gute für die Zukunft im Ersten am 9. September 2020 sahen insgesamt 3,78 Millionen Zuschauer. Dies bedeutete einen Marktanteil von 13,2 %.